# Nippon Series 2008
Die Nippon Series 2008 war die 59. Auflage der Finals der japanischen Baseballmeisterschaft. Die Best-of-Seven-Serie fand zwischen dem 1. und 9. November 2008 statt. Der Rekordmeister aus der Central League, die Yomiuri Giants, unterlagen den Saitama Seibu Lions, der historisch erfolgreichsten Mannschaft aus der Pacific League. Die Lions gewannen in sieben Spielen mit 4-3 ihren 13. Meistertitel. Zum MVP der Serie wurde der Pitcher Takayuki Kishi von den Seibu Lions gewählt, der den Sieg im sechsten Spiel ermöglicht hatte.

## Die Playoffs
Die Giants und die Lions hatten die reguläre Saison als Erste ihrer jeweiligen Liga abgeschlossen und griffen erst in Stage 2 der Climax Series in die Playoffs ein. In Stage 1 hatten sich zunächst die Drittplatzierten beider Ligen durchgesetzt, unterlagen dann aber in Stage 2.
Erstmals wurde 2008 eine Regel angewendet, nach der die Erstplatzierten mit einem Sieg Vorsprung in die Playoffs starteten.
| Climax Series Stage 1 | Climax Series Stage 1        | Climax Series Stage 1 |                     | Climax Series Stage 2 | Climax Series Stage 2        | Climax Series Stage 2 |  |   | Nippon Series  | Nippon Series | Nippon Series |
|                       |                              |                       |                     |                       |                              |                       |  |   |                |               |               |
| 3                     | Chūnichi Dragons             | 2                     |                     | 3                     | Chūnichi Dragons             | 1 (*)                 |  |   |                |               |               |
| 2                     | Hanshin Tigers               | 1                     |                     | 1                     | Yomiuri Giants               | 3+1 (*)               |  |   |                |               |               |
| Central League        |                              |                       |                     |                       |                              |                       |  |   |                |               |               |
|                       |                              |                       |                     |                       |                              |                       |  | 1 | Yomiuri Giants | 3             |               |
|                       |                              | 1                     | Saitama Seibu Lions | 4                     |                              |                       |  |   |                |               |               |
|                       |                              |                       |                     |                       |                              |                       |  |   |                |               |               |
| 3                     | Hokkaidō Nippon Ham Fighters | 2                     |                     | 3                     | Hokkaidō Nippon Ham Fighters | 2                     |  |   |                |               |               |
| 2                     | Orix Buffaloes               | 0                     |                     | 1                     | Saitama Seibu Lions          | 3+1                   |  |   |                |               |               |
| Pacific League        |                              |                       |                     |                       |                              |                       |  |   |                |               |               |

(*) 1 Unentschieden

## Spiele
Erstmals seit 2004, als ebenfalls die Lions die Meisterschaft gewannen, wurde die Nippon Series erst im siebten Spiel entschieden: Nachdem die Lions im entscheidenden Spiel bis nach dem vierten Inning mit 2-0 hintengelegen hatten, brachten ihnen ein Solo-Homerun von Hiram Bocachica im fünften und RBI-Hits von Hiroyuki Nakajima und Hiroshi Hirao im achten Inning die 3-2-Führung, danach machte der ehemalige Yankees-Pitcher Alex Graman mit seinem Save den Sieg für die Lions perfekt.
Die meisten Homeruns der Serie erzielte der Third Baseman Takeya Nakamura, der im ersten und zweimal im vierten Spiel der Serie zuschlug.
| Spiel | Datum            | Gast                | Score | Heim                | Score | Gesamtstand (SEI-YOM) | Ballpark   | Zuschauer |
| ----- | ---------------- | ------------------- | ----- | ------------------- | ----- | --------------------- | ---------- | --------- |
| 1     | 1. November 2008 | Saitama Seibu Lions | 2     | Yomiuri Giants      | 1     | 1–0                   | Tokyo Dome | 44.757    |
| 2     | 2. November 2008 | Saitama Seibu Lions | 2     | Yomiuri Giants      | 3     | 1–1                   | Tokyo Dome | 44.814    |
| 3     | 4. November 2008 | Yomiuri Giants      | 6     | Saitama Seibu Lions | 4     | 2–1                   | Seibu Dome | 24.495    |
| 4     | 5. November 2008 | Yomiuri Giants      | 0     | Saitama Seibu Lions | 5     | 2–2                   | Seibu Dome | 27.930    |
| 5     | 6. November 2008 | Yomiuri Giants      | 7     | Saitama Seibu Lions | 3     | 2–3                   | Seibu Dome | 28.763    |
| 6     | 8. November 2008 | Saitama Seibu Lions | 4     | Yomiuri Giants      | 1     | 3–3                   | Tokyo Dome | 44.749    |
| 7     | 9. November 2008 | Saitama Seibu Lions | 3     | Yomiuri Giants      | 2     | 4-3                   | Tokyo Dome | 44.737    |